# (3838) Эпона
(3838) Эпона (лат. Epona) — околоземный астероид из группы аполлонов, который характеризуется крайне вытянутой орбитой (0,702), из-за чего в процессе своего движения вокруг Солнца он пересекает орбиты всех внутренних планет от Меркурия до Марса. Он был открыт 27 ноября 1986 года французским астрономом Аленом Мори в Паломарской обсерватории и назван в честь Эпоны, богини коневодства в кельтской мифологии. 

Орбита астероида Эпона и его положение в Солнечной системе
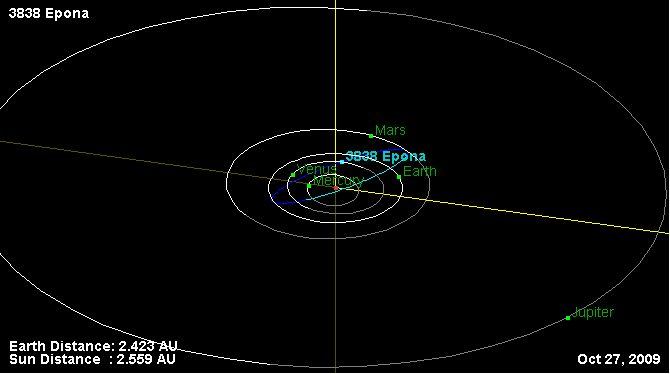
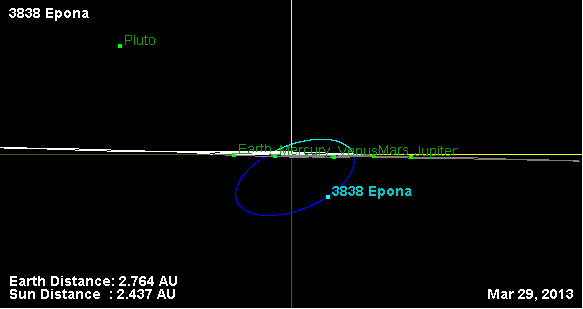
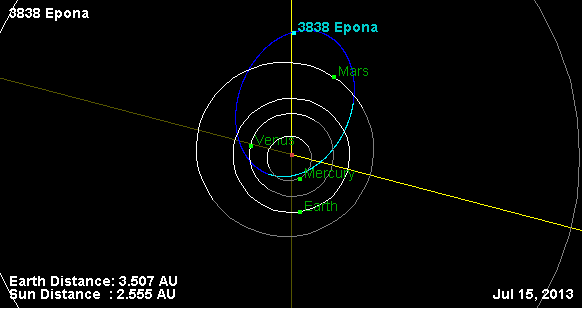